# Domegge di Cadore
Domegge di Cadore é uma comuna italiana da região do Vêneto, província de Belluno, com cerca de 2.645 habitantes. Estende-se por uma área de 50 km², tendo uma densidade populacional de 53 hab/km². Faz fronteira com Auronzo di Cadore, Calalzo di Cadore, Cimolais (PN), Forni di Sopra (UD), Lorenzago di Cadore, Lozzo di Cadore, Pieve di Cadore.

## Demografia
| Variação demográfica do município entre 1861 e 2011                               |
|                                                                                   |
| Fonte: Istituto Nazionale di Statistica (ISTAT) - Elaboração gráfica da Wikipedia |